# Ernst Ehrhardt

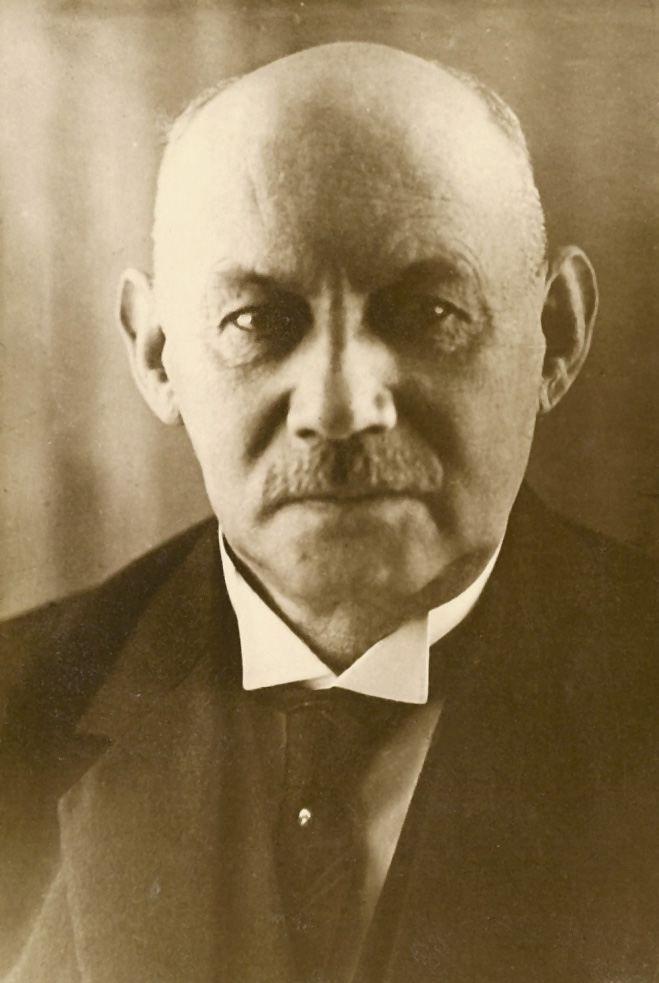
Ernst Ehrhardt, um 1938/39

Ernst Ehrhardt (* 6. September 1855 in Staßfurt; † 6. August 1944 in Bremen; vollständiger Name: Ernst Friedrich Heinrich Ehrhardt) war ein deutscher Architekt und preußischer Baubeamter sowie Bremer Dombaumeister.

## Familie
Ehrhardt war der Sohn eines Bergbau-Maschinenmeisters und Betriebsführers auf einem Bergwerk der Harpener Bergbau-AG in Bochum. Er heiratete 1898 Anna Amalia Lohmann und hatte mit ihr zwei                                                                                                                                                                                                                                                                                                                                                                                                                                                                                                                                                                                                                                                                                                                                                                                                                                                                                                                                                                       Söhne: Franz (im Ersten Weltkrieg gefallen) und Liemar. Das Familienarchiv wird betreut von Franz B. Ehrhardt (Katy, Texas, USA), dem Sohn von Liemar Ehrhardt.

## Leben
Ehrhardt besuchte die Realschule in Mülheim an der Ruhr und den Realschulzweig des Gymnasiums in Dortmund. 1876, nach dem Abitur, musste Ehrhardt zunächst in Düsseldorf eine damals noch übliche praxisorientierte Baueleven-Zeit absolvieren, bis er – noch im gleichen Jahr – mit dem Studium von Hochbau bzw. Architektur an der Technischen Hochschule (Berlin-) Charlottenburg beginnen und 1881 abschließen konnte.
Nach dem Studium und dem bestandenen 1. Staatsexamen war Ehrhardt als Regierungsbauführer (Referendar) bei den Reichseisenbahnen in Elsaß-Lothringen beschäftigt und bearbeitete dort Hochbauten, insbesondere neue Eisenbahnstationen bzw. Empfangsgebäude. 1883 arbeitete er dort auch an den Planungen für den Kaiserpalast in Straßburg mit, dessen Bauausführung von der Generaldirektion der Reichseisenbahnen betreut wurde.
1885 absolvierte er das 2. Staatsexamen zum Regierungsbaumeister (Assessor). Von 1888 bis 1895 unternahm er Reisen nach Italien, um die dortige Architektur besser kennenzulernen. Von 1895 bis 1897 war er im Kirchenbau-Referat beim preußischen Ministerium der öffentlichen Arbeiten in Berlin tätig. In dieser Zeit wurden 1895–1896 die evangelische Kirche am Markt in Blankenese und 1896–1897 die evangelische Dankeskirche in Holtenau bei Kiel nach seinen Entwürfen errichtet.
1897 wurde Ehrhardt Dombaumeister für den Bremer Dom in der Nachfolge von Max Salzmann. Er führte die 1888 begonnenen Restaurierungsarbeiten am Dom bis 1901 zu Ende. Bei Stützungsarbeiten am Dom-Fundament wurden die verloren geglaubten Gebeine des Erzbischofs Liemar († 1101) gefunden. Ehrhardts 1901 geborener zweiter Sohn erhielt deshalb den ungewöhnlichen Vornamen Liemar. Auch die Verschönerungsarbeiten der Vorderfront vom Schütting (Prunkportal, zweiläufige Freitreppe) am Bremer Marktplatz wurden von ihm bis 1899 fertiggestellt. 1899 entstand nach seinem Entwurf der Turmbläserbrunnen an der südwestlichen Ecke des Doms.
Von 1899 bis 1901 plante und leitete Ehrhardt in Emden zunächst die Restaurierung des Hauses Am Delft 24 und anschließend die des Emder Rathauses. Kaiser Wilhelm II. folgte der Einladung der Stadt Emden zu dessen Einweihung und zu der des Emder Hafens am 30. Juli 1902.
Von 1901 bis 1908 war Ehrhardt wieder im preußischen Staatsdienst tätig und kehrte dann nach Bremen zurück. 1908 wurde er Baudirektor und Leiter des 1907 entstandenen Bereichs Hochbau (später Hochbauamt Bremen) bei der Baudirektion Bremen. Er und seine zwei Bauinspektionen (rechts und links der Weser) überwachten u. a. die Arbeiten am neuen Bremer Rathaus (1909–1913), am Gewerbehaus (1912–1913) und an verschiedenen Schul- und Krankenhausbauten dieser Zeit.
1920 – im Alter von 65 Jahren – beendete Ehrhardt seine Tätigkeit im öffentlichen Dienst und beschäftigte sich danach bis 1935 mit wissenschaftlichen Arbeiten zur Baugeschichte von Bremen. Dabei befasste er sich vor allem mit der Erfassung des Inventars der bremischen Bau- und Kunstdenkmäler, die später vom Bremer Denkmalpfleger Rudolf Stein vollendet wurde. Ehrhardt starb 1944 im 88. Lebensjahr.
Die Umgestaltung des Bremer Marktplatzes am Neuen Rathaus mit Dom und Turmbläserbrunnen, Ratsapotheke und Schütting wurde durch ihn zu einem architektonischen Kleinod, zur guten Stube der Hansestadt, und kann als sein wichtigstes Werk gelten.

## Bauten und Entwürfe
- 1881–1883:
  - Eilgutschuppen für den Zentralbahnhof in Straßburg (Planung)
  - Empfangsgebäude und Nebengebäude für Stationen an der Eisenbahn-Neubaustrecke Téterchen–Diedenhofen in Lothringen (Téterchen, Brettnach, Busendorf und Freistroff; Leitung)
  - weitere kleinere Eisenbahnstationen in Elsass-Lothringen (Projektarbeiten)
  - Mitarbeit an den Plänen für den Kaiserpalast (Rheinpalast, Palais du Rhin) in Straßburg
- 1886–1894: Restaurierungsarbeiten und Neubau des Hauptturms des Schleswiger Doms
- 1895–1896: Evangelische Kirche am Markt in Blankenese (Entwurf und Ausführungsplanung)
- 1895–1897: Entwurf für die Evangelische Dankeskirche am Nord-Ostsee-Kanal in Holtenau bei Kiel (Ausführung durch Lebrecht von Winterfeld)
- 1897: Raths-Apotheke am Bremer Marktplatz (mit Max Salzmann)[3]
- 1897–1899: Erneuerung des Schütting, des Hauses der Bremer Kaufleute (Fassadenrestaurierung, mit Max Salzmann)[4]
- 1897–1901: Restaurierung des Bremer St.-Petri-Doms (Runderneuerung einschließlich Vierungspfeiler und symmetrische Gestaltung der Westtürme; als Dombaumeister; teilweise mit Max Salzmann)[5]
- 1899–1901: Haus Am Delft 24 in Emden (Entwürfe und Leitung der Restaurierung)
- 1900: Turmbläserbrunnen vor der Südseite der Türme des Bremer Doms (mit Bildhauer Max Dennert)
- 1899–1900: Ausschmückung des Großen Saals und der Unteren Halle im Haus des Künstlervereins in Bremen
- 1900–1901: Rathaus in Emden (Entwürfe und Leitung der Restaurierung)
- 1902–1904: Bauleitung beim Neubau für die Kaiserlich Biologische Anstalt für Land- und Forstwirtschaft in Berlin
- 1903–1905: Bauleitung beim Neubau für das Kaiserliche Patentamt in Berlin (nach Entwurf der Berliner Architekten Hermann Solf und Franz Wichards)
- 1903–1906: Bauleitung beim Neubau für die Bakteriologische Abteilung des Kaiserlichen Reichgesundheitsamts in (Berlin-) Dahlem
- 1909–1913: Überwachung der Errichtung des Neuen Bremer Rathauses
- 1912–1913: Gewerbehaus[6]

## Schriften (Auswahl)
- 1897: Die neue Raths-Apotheke in Bremen (Marktplatz), in: Zeitschrift für Bauwesen 47/1897, Sp. 361 f.
- 1900: Die Erneuerung der Vierungspfeiler des Domes in Bremen, in: Zeitschrift für Bauwesen, 50/1900,  Sp. 296–302.
- 1900: Das Rathhaus in Emden, in: Die Denkmalpflege 2,10/1900, S. 73–75.
- 1900: Die Wiederherstellung des Schüttings in Bremen, in: Die Denkmalpflege 2/1900, S. 9 f.
- 1902: Der Dom in Bremen. Handbuch und Führer. Bremen 1902, in 10 Auflagen. Übersetzung ins Englische (K. H. Westphal: The Bremen Cathedral: A Handbook and Guide, Bremen o. J.).
- 1908: Die beiden Krypten des Domes in Bremen, in: Zeitschrift für Bauwesen, 58/1908, S. 386–394.
- 1910: Das Palatium der bremischen Erzbischöfe in der Stadt Bremen, in: Jahrbuch der bremischen Sammlungen, 3/1910, S. 73–86.
- Ca. 1913: Das Neue Rathhaus in Bremen. Bremen o.J.
- 1915: Das Gewerbehaus in  Bremen. Bremen 1915.
- 1922/23: Inventar der bremischen Bau- und Kunstdenkmäler (Teil 1: Die St. Petri Domkirche in Bremen; Teil 2: Die alten Kirchen und Kapellen des bremischen Gebiets), ungedruckt, maschinengeschrieben (im Domarchiv)
- 1924, 1932: Erinnerungen für den Sohn  (handgeschriebene Autobiografie), ungedruckt (im Familienarchiv Franz B. Ehrhardt, transkribiert von Jutta Richter 2004/05).
- 1935: Zur mittelalterlichen Baugeschichte des Bremer Doms, in: Bremisches Jahrbuch 35/1935,              S. 92–98.

## Ehrungen
- 1906: Preußischer Kronen-Orden 3. Klasse in Anerkennung der Arbeit am Neubau des Kaiserlichen Patentamtes in Berlin-Mitte
- 1907: Russischer Orden der Heiligen Anna 3. Klasse in Anerkennung für die Verdienste um die Ausstellung Die Kinderwelt in St. Petersburg
- 1908: Preußischer Roter Adlerorden 3. Klasse mit Schleife für die Verdienste um den sozialen Wohnungsbau in Berlin
- 1908: Große Medaille zur Erinnerung an die Einweihung der Hohkönigsburg im Elsass
- 1966: Benennung der Ernst-Ehrhardt-Straße im Bremer Stadtteil Obervieland, Ortsteil Kattenturm